# Nowy Karolinów
Nowy Karolinów – wieś w Polsce położona w województwie mazowieckim, w powiecie żyrardowskim, w gminie Puszcza Mariańska.
Wieś wchodzi w skład sołectwa Stary Karolinów.
W latach 1975–1998 miejscowość administracyjnie należała do województwa skierniewickiego.